# Георг IV Лудвиг (Лойхтенберг)
Георг IV Лудвиг (на немски: Georg IV Ludwig, * 27 юли 1563, † 20 март 1613 във Виена) е ландграф на Ландграфство Лойхтенберг от 1567 до 1613 г. и държавник на Свещената Римска империя.
Той е син и наследник на ландграф Лудвиг Хайнрих (1555 – 1567).
Георг Лудвиг следва в Инголщат. На 17 години той получава задачи в Прага и Шпайер от неговия надзорник херцог Вилхелм V.
През 1586 г. Георг Лудвиг поема управлението в Пфраймд и се жени за Мария Саломе фон Баден-Баден, дъщеря на маркграф Филиберт фон Баден-Баден (1536 – 1569) и Мехтхилд Баварска (1532 – 1565), дъщеря на баварския херцог Вилхелм IV († 1550) и сестра на Якоба от Баден (1558 – 1597).
През 1587 г. той участва в изборите на полския крал Сигизмунд III Васа. Той е голям привърженик на контрареформациятя. Изгонва всички протестанти от държавата си. Той е съветник на баварския херцог Вилхелм V и главен маршал на епископа на Вюрцбург Юлиус Ехтер фон Меспелбрун († 13 септември 1617). През 1594 г. Георг Лудвиг е избран на имперското събрание в Регенсбург за президент на имперския Придворен съвет.
След смъртта на първата му съпруга Мария Саломе през 1600 г. той се жени същата година за Елизабет фон Мандершайд-Геролщайн. Неговият син Вилхелм се жени през 1604 г. за Ерика от Мандершайд. Георг Лудвиг като дипломат пътува до Лондон, и в Германия до множество княжески дворове, които не са платили т.нар. „Турски данък“ (помощ за борбата против турците).
След смъртта на втората му съпруга той се жени за Анна Евзевия фон Лобковиц и получава малко след това Ордена на златното руно от император Матиас I.
Той живее в Прага и се мести началото на 1613 г. във Виена, където той и съпругата му умират през април 1613 г. от тиф. Той е закаран в Пфраймд и е погребан във францисканския манастир до съпругата му.
През 1580 г. той не успява да наследи територии в Маркграфство Баден. За 40 000 гулдена през 1600 г. той се отказва напълно от господство Плайщайн. Неговото ландграфство при неговата смърт има задължения от 200 000 гулдена заради трибути на императора и князе.

## Деца
Георг Лудвиг има с принцеса Мария Саломе фон Баден-Баден († 1600) децата:
- Вилхелм (* 3 януари 1586, † 20 март 1634), ландграф на Лойхтенберг (1614 – 1621), женен от 1604 г. за Ерика от Графство Мандершайд
- Мехтхилд (* 24 октомври 1588, † 1 юни 1634), омъжена на 26 февруари 1612 г. в Мюнхен за херцог Албрехт VI (1584 – 1666), херцог на Бавария-Лойхтенберг от род Вителсбахи